# Lamborghini Silhouette
Lamborghini Silhouette – samochód sportowy produkowany przez włoską firmę Lamborghini w latach 1976 – 1979.

## Historia i opis modelu

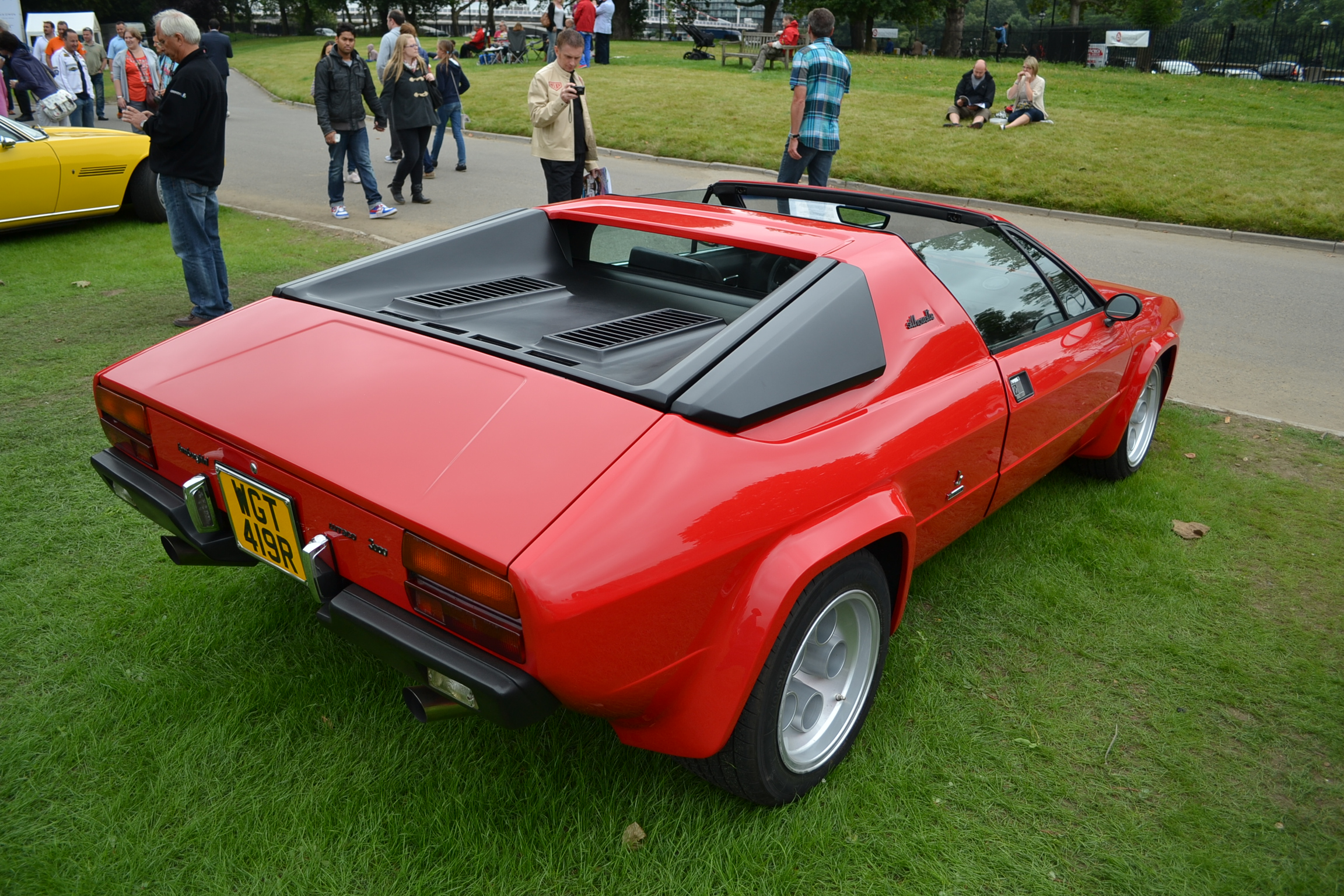
Lamborghini Silhouette

Aby poprawić swoją kondycję finansową, firma Lamborghini postanowiła zbudować samochód typu roadster na bazie Urraco P300. Projekt zlecono firmie nadwoziowej Bertone. Model o nazwie Silhouette (ang. sylwetka) został zaprezentowany na salonie w Genewie w 1976 roku. Był pierwszym seryjnie produkowanym roadsterem Lamborghini. Włoski projektant w porównaniu z Urraco P300 przeprowadził wiele drobnych poprawek, głównie z przodu pojazdu. Mimo tego, można było zauważyć podobieństwo między oboma pojazdami. Miały identyczne lampy tylne oraz otwierane światła z przodu. W przeciwieństwie do Urraco, Silhouette jest pojazdem dwuosobowym. Twardy dach auta chowano za oparciami przednich foteli (nadwozie typu targa). Rama z Urraco została dodatkowo wzmocniona przestrzennymi kratownicami z rur, gdyż brak stałego dachu znacząco obniża sztywność konstrukcji. Rozwiązanie to zapewniło Silhouette sztywność niezbędną dla pojazdu osiągającego 260 km/h. Gruntownym zmianom poddano także wnętrze. Wszystkie zegary umieszczono w panelu przed kierownicą, przełączniki na konsoli środkowej. Poprawiono też jakość montażu. Większość elementów obszyto skórą (w większości aut białą). Pozostałe elementy (łącznię z podłogą) wyłożono materiałem przypominającym zamsz. Silnik również zapożyczono z P300, podobnie jak 5-biegową skrzynię biegów. Silnik ma 3 l pojemności i rozwija moc 191 kW (260 KM) i przenoszoną na koła tylne. Auto mimo tego, że było dużo lepiej dopracowane od Urraco, sprzedawało się kiepsko. Mury fabryki opuściły jedynie 52 sztuki, w tym 12 aut z kierownicą po prawej stronie. Do naszych czasów dotrwało tylko 31 sztuk. Następcą Silhouette została Jalpa. Pomimo niewielkich różnic w stosunku do poprzednika sprzedawała się dużo lepiej.

### Dane techniczne
| Marka i model                  | Lamborghini Silhouette                |
| Okres produkcji                | 1976–1979                             |
| Długość (mm)                   | 4320 mm                               |
| Szerokość (mm)                 | 1880 mm                               |
| Wysokość (mm)                  | 1120 mm                               |
| Rozstaw osi (mm)               | 2450 mm                               |
| Prześwit (mm)                  | 120 mm                                |
| Masa (kg)                      | 1240 kg                               |
| Rodzaj opon                    | Pirelli P7                            |
| Rozmiar kół pojazdu (mm)       | przód: 195/50 VR 15 tył: 285/40 VR 15 |
| Napęd                          | na tył                                |
| Typ silnika                    | V8 16v                                |
| Pojemność skok. (cm³)          | 2995,8 cm³                            |
| Skrzynia biegów (M/A)          | 5-biegowa (M)                         |
| Moc kW (KM)                    | 191 kW (260 KM) przy 7500 obr./min    |
| Moment obrotowy (Nm)           | 273 Nm przy 5750 obr./min             |
| Osiągi (s)                     |                                       |
| 0-100 km/h (s)                 | 6,5 s                                 |
| 0-100 mph (0-161 km/h) (s)     | 16,1 s                                |
| 0-1000 m (s)                   | 24,1 s                                |
| Śr. zużycie paliwa             | 11,5 l/100 km                         |
| Prędkość maksymalna (km/h)     | 260 km/h                              |
| Stosunek masy do mocy (kg/KM)  | 4,77 kg/KM                            |
| Pojemność zbiornika paliwa (l) | 80 l                                  |
| Rozkład masy (przód/tył)       | 45%/55%                               |
| ------------------------------ | ------------------------------------- |